# Kurt Peter Larsen
Kurt Peter Larsen, född 27 maj, 1953 är en dansk författare. Kurt Peter Larsen skriver på svenska, danska, engelska, tyska och franska och är den danska halvan av författarduon Kurt Peter Larsen / Vladimir Oravsky.
Kurt Peter Larsen och Vladimir Oravsky vann tillsammans den världsomfattande dramatävlingen utlyst av The International Playwrights’ Forum, The International Theatre Institute / ITI och International Association of Theatre for Children and Young People /ASSITEJ med pjäsen AAAHR!!!.

## Böcker i urval
- 1984 - I skuggornas hetta, medförf.: Vladimir Oravsky, Olle Ekstrand, N Durovicova, Kerstin Sandström. ISBN 91-44-21371-9.
- 1985 - Ånden i biostaden, medförf.: V Oravsky, O Ekstrand, N Durovicova. ISBN 87-88261-10-7.
- 1989 - Herman och Tusse, medförf.: V Oravsky. ISBN 91-970636-4-9.
- 1989 - Herman och stjärnorna, medförf.: V Oravsky. ISBN 91-970636-6-5.
- 1989 - Harry - en bussig buss, medförf.: V Oravsky. ISBN 91-7868-171-5.
- 2004 - Marie Antoinette : The Movie, 2004, medförf.: V Oravsky. ISBN 91-89447-79-4.
- 2006 - Van Astrid tot Lindgren, medförf.: V Oravsky, m.fl. ISBN 90-78124-01-6.
- 2006 - Flykten under jorden: jämte flera gruvsamma och nöjsamma tragedier och komedier¸ medförf.: V Oravsky och Daniel Malmén. ISBN 91-89447-66-2.
- 2006 - AAAHR!!! / ÄÄÄHR!!!, medförf.: V Oravsky. ISBN 978-91-89447-95-0.
- 2007 - Axel och Toine, medförf.: V Oravsky, m.fl. ISBN 91-976026-3-9.
- 2007 - Från Astrid till Lindgren, medförf.: V Oravsky, anonym. ISBN 978-91-7327-003-8.

## Översättningar i urval
- 1993 - Sneglefart - og andre. ISBN 87-87734-37-0.

## Dramatik i urval
- 1997 - Faust för tiden / Faust forever!, medförf.: V Oravsky.
- 2002 - Astri mi! The Musical,  medförf.: V Oravsky.
- 2005 - Spartacus uppäten / Spartacus spist, medförf.: V Oravsky.
- 2006 - The New Beginning, medförf.: V Oravsky.
- 2006 - Antoinette, medförf.: V Oravsky.
- 2006 - ÄÄÄHR!!!, medförf: V Oravsky.
- 2007 - En svensk tiger, Tiger Woods!, medförf.: V Oravsky.
- 2007 - The Rocky Horror Prostata Show, medförf.: V Oravsky..
- 2007 - Astri mi! Pjäsen / My Astrid! : The Play, medförf.: V Oravsky.